# Marwice (województwo zachodniopomorskie)
Marwice (niem. Marwitz) – wieś w Polsce położona w województwie zachodniopomorskim, w powiecie gryfińskim, w gminie Widuchowa. 
31 grudnia 2008 r. wieś miała 204 mieszkańców.
Wymieniona po raz pierwszy w 1283 w dokumencie księcia pomorskiego Bogusława IV. W 1827 wydarzył się pożar, który strawił całą wieś wraz z kościołem. Po pożarze domy we wsi odbudowano szczytem do ulicy. Takie domy zachowały się jeszcze w północnej części wsi. Nowy kościół zbudowano w 1834 i jest to jedyny w okolicy przykład szachulcowej zabudowy sakralnej. W kościele zachował się dzwon z niemieckim napisem świadczącym o tragicznym pożarze w 1827. Ponadto we wsi  kilkusetletni dąb szypułkowy – pomnik przyrody o obwodzie 490 cm. Na wschód od wsi wczesnosłowiańskie grodzisko. Przez wieś przebiega trasa rowerowa. W 1959 podczas prac polowych jeden z mieszkańców odnalazł skarb prawie 400 srebrnych monet z lat 1580–1629 (belgijskie, austriackie, duńskie, szczecińskie, kamieńskie, bydgoskie, strzałowskie, węgierskie i z Hamburga – można je oglądać w Muzeum Narodowym w Szczecinie na Wałach Chrobrego.
W latach 1975–1998 miejscowość administracyjnie należała do województwa szczecińskiego.
We wsi stoi zabytkowy kościół Wniebowzięcia Najświętszej Maryi Panny.